# Green Head
Green Head är en ort i Australien. Den ligger i kommunen Coorow och delstaten Western Australia, omkring 230 kilometer norr om delstatshuvudstaden Perth. Antalet invånare är 248.
Trakten runt Green Head är nära nog obefolkad, med mindre än två invånare per kvadratkilometer.. Närmaste större samhälle är Leeman, omkring 13 kilometer norr om Green Head. 
Trakten runt Green Head består i huvudsak av gräsmarker. Genomsnittlig årsnederbörd är 568 millimeter. Den regnigaste månaden är juli, med i genomsnitt 109 mm nederbörd, och den torraste är december, med 10 mm nederbörd.